# 8020探検隊
『8020探検隊』（はちまるにまるたんけんたい）は、1994年4月2日から2004年3月27日までフジテレビ系列で放送された歯科情報ミニ番組。サンスターの一社提供。放送時間は毎週土曜 9:55 - 10:00 (JST) 。
1998年度前期には『土曜一番!花やしき』に内含（オムニバス化）された形で放送され、エンディング・ステブレレスで『土曜一番!花やしき』が放送された。

## ナレーター
- 中島啓江